# James Craig Watson
James Craig Watson (Fingal, Canadá, 28 de enero de 1838 - Madison, Estados Unidos, 22 de noviembre de 1880). Astrónomo canadiense, nacionalizado estadounidense.

## Biografía
Nació en el pueblo de Fingal en Ontario, aunque en 1850 su familia se mudó a la ciudad estadounidense de Ann Arbor, donde ingresó a los quince años en la Universidad para estudiar literatura clásica. Con posterioridad estudió astronomía con el profesor Franz Brünnow, primer director del Observatorio Detroit y al que sucedió en el cargo en 1863 desempeñándolo hasta 1879. En aquella época, en 1868, escribió el libro de texto Astronomía teórica.
A lo largo de su carrera descubrió 22 asteroides, el primero, (79) Eurinoma en 1863. Uno de sus descubrimientos, el (139) Juewa lo realizó desde Pekín hasta donde se trasladó en 1874 para observar el tránsito de Venus; el nombre del asteroide fue elegido por los chinos (瑞華, en pinyin moderno, ruìhuá)
Creía fervientemente en la existencia del planeta Vulcano, un hipotético planeta más próximo al Sol que el planeta Mercurio que hoy día se sabe que no existe —si bien aún persiste la posibilidad de que existan pequeños planetoides vulcanoides— y pensaba vislumbrar aquel objeto durante el eclipse solar de 1878 en Wyoming.
Gracias a sus actividades empresariales al margen de la Astronomía amasó una considerable fortuna con la que dispuso se creara la Medalla James Craig Watson a otorgar cada tres años por la Academia Nacional de Ciencias de Estados Unidos para premiar contribuciones en el campo de la Astronomía. Falleció de una peritonitis a la edad de 42 años.
El asteroide (729) Watsonia fue nombrado en su honor, así como un cráter de la Luna.
| (79) Eurinoma  | 14 de septiembre de 1863 |
| (93) Minerva   | 24 de agosto de 1867     |
| (94) Aurora    | 6 de septiembre de 1867  |
| (100) Hécate   | 11 de julio de 1868      |
| (101) Helena   | 15 de agosto de 1868     |
| (103) Hera     | 7 de septiembre de 1868  |
| (104) Klymene  | 13 de septiembre de 1868 |
| (105) Artemisa | 16 de septiembre de 1868 |
| (106) Dione    | 10 de octubre de 1868    |
| (115) Thyra    | 6 de agosto de 1871      |
| (119) Althea   | 3 de abril de 1872       |

| (121) Hermiona     | 12 de mayo de 1872       |
| (128) Nemesis      | 25 de noviembre de 1872  |
| (132) Aethra       | 13 de junio de 1873      |
| (133) Cirene       | 16 de agosto de 1873     |
| (139) Juewa        | 10 de octubre de 1874    |
| (150) Nuwa         | 18 de octubre de 1875    |
| (161) Ator         | 19 de abril de 1876      |
| (168) Sibila       | 28 de septiembre de 1876 |
| (174) Fedra        | 2 de septiembre de 1877  |
| (175) Andrómaca    | 1 de octubre de 1877     |
| (179) Clitemnestra | 11 de noviembre de 1877  |

## Eponimia
- El cráter lunar Watson lleva este nombre en su memoria.[2]
- El asteroide (729) Watsonia también conmemora su nombre.[3]